# Jerry Shirley
Jerry Shirley (* 4. února 1952 Londýn) je britský rockový bubeník, nejvíce známý pro své působení ve skupinách Humble Pie a Fastway.

## Hudební kariéra
Shirley začal hrát na bicí již v mládí a ve věku 17 let byl pozván známým zpěvákem a kytaristou Steve Marriottem do nově formované skupiny Humble Pie. Ve skupině Humble Pie pak zůstal po celou dobu její existence. Spolupracoval také na sólových projektech Steve Marriotta a v 80. letech spoluzakládal skupinu Fastway. Shirley byl spoluautorem největšího hitu Fastway, "Say What You Will". Poté, co se Fastway rozpadli, Shirley se rozhodl obnovit Humble Pie v USA. Protože byl jediným původním členem, skupinu pojmenoval Humble Pie Featuring Jerry Shirley (česky: Jerry Shirley uvádí Humble Pie). Společně se zpěvákem Charlie Huhnem (ex Victory a Ted Nugent band), vystupovali jako Humble Pie Featuring Jerry Shirley asi deset let, přičemž se u nich za tu dobu vystřídalo několik hudebníků. Během této doby Shirley pracoval též jako diskžokej v rozhlasové stanici WNCX v Clevelandu (Ohio).
Shirley se vrátil do UK v roce 1999 a účastnil se několika hudebních projektů, včetně show věnované památce jeho spoluhráče z Humble Pie, Steve Marriottovi. Shirley vlastní všechna práva ke jménu Humble Pie. V současnosti hraje s Deborah Bonham Band, kde je sólovou zpěvačkou Debbie Bonham, mladší sestra zesnulého bubeníka Johna Bonhama.
Vrchol Shirleyovy kariéry je album Humble Pie Performance Rockin' the Fillmore a debutové album Fastway. Na videu je k vidění na Steve Marriott: Live From London a The Steve Marriott Tribute Concert, kde po letech vystupuje společně se zbývajícími členy Humble Pie.
Vedle Humble Pie a Fastway, Shirley pracoval též s Joey Mollandem (ex-Badfinger) ve skupině Natural Gas, a s hudebníky jako jsou David Gilmour, Alexis Korner, Billy Nicholls, Syd Barrett, John Entwistle, Sammy Hagar a Benny Mardones.